# Avguštin Lah (teolog)
Avguštin Lah, slovenski rimskokatoliški duhovnik, teolog in filozof, * 31. julij 1949, Sodinci.
Prihaja iz Župnije Sv. Lenart - Podgorci. Živi v Mariboru. Leta 1986 je doktoriral iz teologije. Je upokojeni profesor dogmatike na Teološki fakulteti enoti v Mariboru. Od leta 1999 je župnik na Vurberku.